# Zagorje, Grabštanj
Zagorje (nemško Saager) je naselje v Občini Grabštanj v Okraju Celovec-dežela na Koroškem v Avstriji.